# Astrophytum
Astrophytum là một chi gồm sáu loài xương rồng, có nguồn gốc từ Bắc Mỹ.
Những loài này đôi khi được gọi là "đá sống", mặc dù thuật ngữ này cũng được sử dụng cho các chi khác, đặc biệt là Lithops (Aizoaceae). Tên loài này có nguồn gốc từ tiếng Hy Lạp từ άστρον (Astron), có nghĩa là "ngôi sao", và φυτόν (phyton), có nghĩa là "cây". Nghĩa là một cây có hình dạng ngôi sao.

## Phân loại

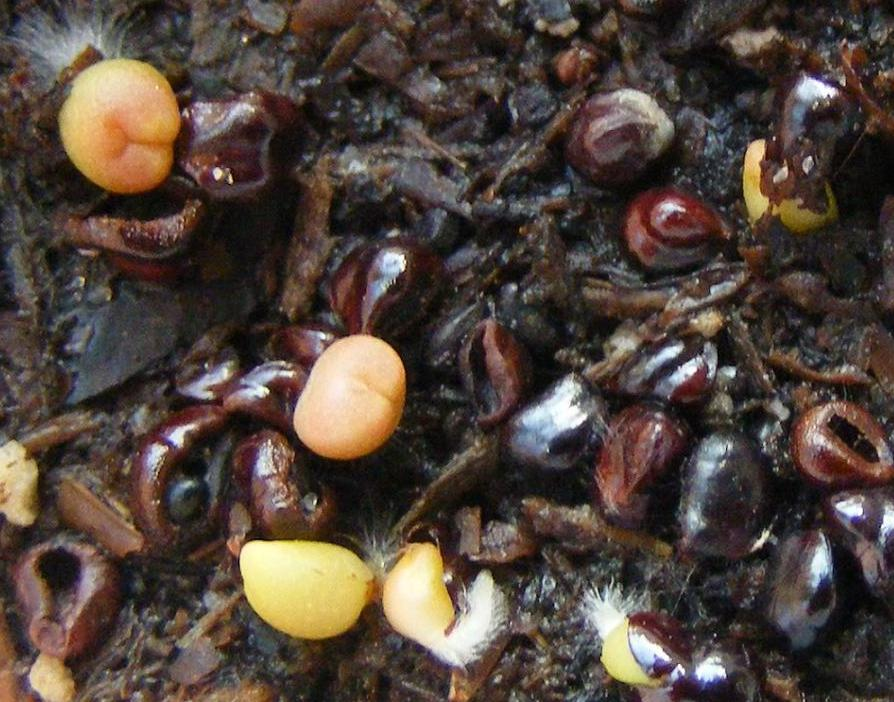
Cây con của Astrophytum spp.

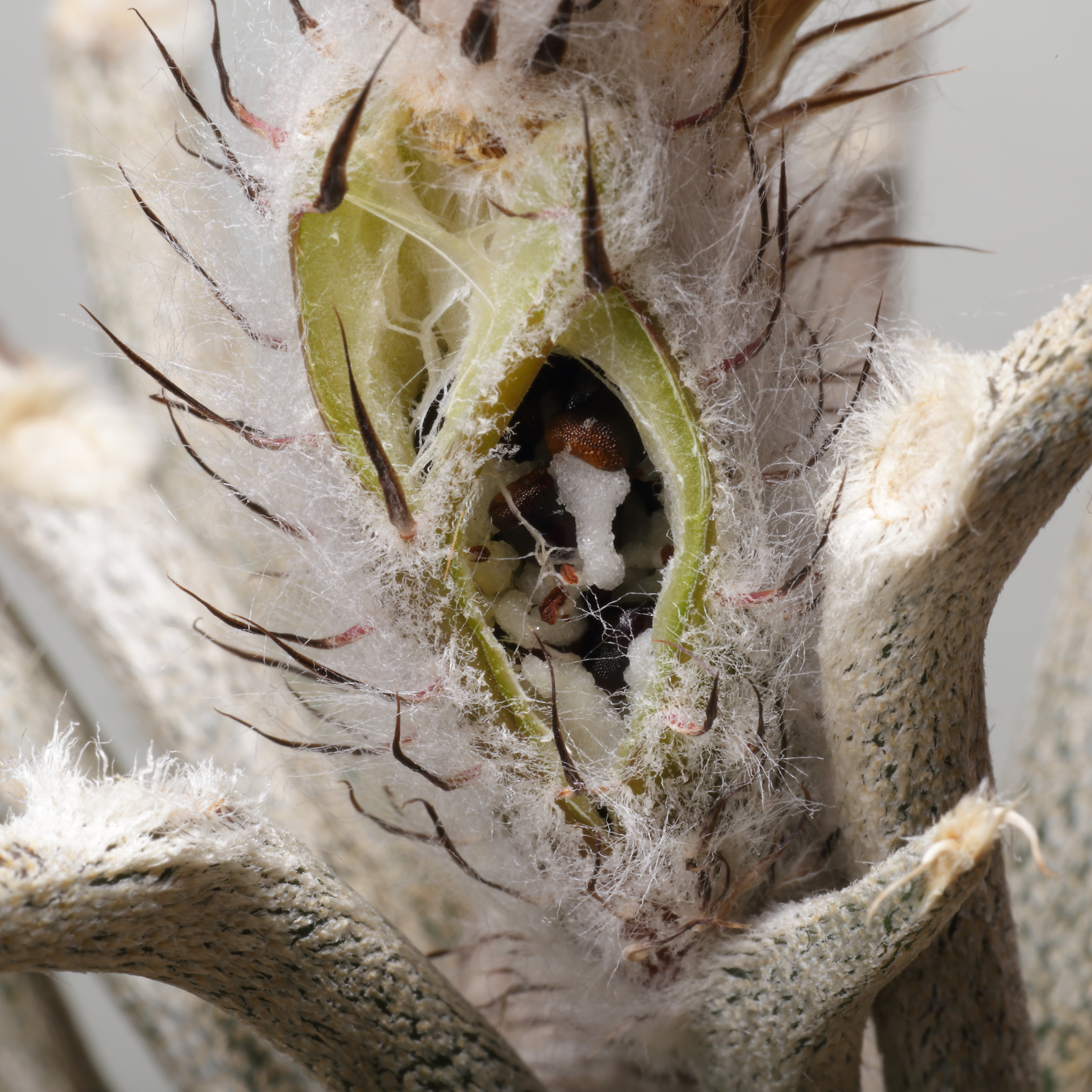
Một trái A. caput-medusae chín, tét ra với hạt và lớp vỏ quả

- Astrophytum asterias (Zucc. ) Lem. – Xương rồng đô la cát, xương rồng nhím biển, peyote dạng sao
- Astrophytum capricorne (A.Dietr. ) Britton & Rose – xương rồng sừng dê, xương rồng dê
- Astrophytum caput-medusae DRHunt
- Astrophytum coahuilense (H.Moeller) Kanfer
- Astrophytum myriostigma Lem. – Xương rồng mũ của Giám mục, mũ của giám mục, xương rồng của giám mục
- Astrophytum ornatum (DC. ) Britton & Rose – Mũ trùm của nhà sư

## Danh pháp đồng nghĩa
Chi này có một số danh pháp đồng nghĩa:
- Astrophyton do Lawr., orth. var. đặt
- Digitostigma do Velazco & Nevárez đặt
- Maierocactus do ECRost  đặt

Có một số danh pháp được chấp nhận: 
| Danh pháp                   | Đồng nghĩa                                  |
| Astrophytum columnare       | Astrophytum myriostigma                     |
| Astrophytum crassispinoides | Astrophytum capricorne var. crassispinoides |
| Astrophytum glabrescens     | Astrophytum ornatum                         |
| Astrophytum niveum          | Astrophytum capricorne var. niveum          |
| Astrophytum nuda            | Astrophytum myriostigma var. nudum          |
| Astrophytum prismaticum     | Astrophytum myriostigma                     |
| Astrophytum senile          | Astrophytum capricorne                      |
| Astrophytum tulense         | Astrophytum myriostigma                     |